# 5256 Farquhar
5256 Farquhar este un asteroid din centura principală de asteroizi.

## Descriere
5256 Farquhar este un asteroid din centura principală de asteroizi. A fost descoperit pe 11 iulie 1988 la Observatorul Palomar de Helin, E. F., Mikolajczak, C., Coker, R.. Asteroidul prezintă o orbită caracterizată de o semiaxă mare de 2,55 ua, o excentricitate de 0,20 și o înclinație de 14,9° în raport cu ecliptica.